# 化普樂·羅睺羅
化普樂·羅睺羅博士（英語：Walpola Rahula Thero；1907年5月9日—1997年9月18日），又譯為瓦爾樸拉·羅睺羅，斯里蘭卡的佛教僧侶、學者和作家。在1964年，他成為西方世界第一位持有教授職位的比丘教授，擔任西北大學的歷史學與宗教學教授。 他曾擔任維迪約迪耶學院的副校長職務。他以英文、法文和僧伽羅語廣泛著述有關佛教的著作。他所著的《佛陀的啟示 What the Buddha Taught》一書介紹了上座部佛教。

## 生平
他於1907年出生在斯里蘭卡南部的一個小村莊瓦爾樸拉。十三歲時，他出家為僧。他學習不同的語言，包括僧伽羅語、巴利語、梵語。同時亦學習佛教、歷史和哲學。同年，他在維迪約迪耶學院和錫蘭大學接受教育，期間結識了E.F.C. Ludowyk、G.P. Malalasekera、E.W. Adikaram等學者。1950年時，他前往法國巴黎的索邦大學學習大乘佛教，學期結束後，他成為維迪約迪耶學院的副校長。他以社會主義觀點而聞名，並認為僧侶有責任在引導人們的政治意識方面發揮作用。他的著作《比丘的傳承》是佛教民族主義運動中的強有力聲音。在1956年，該運動影響了所羅門·班達拉奈克的選舉勝利。由於與當時政府的政治分歧，他在1969年離開了維迪約達大學。此後，他返回西方，在歐洲的許多學術機構工作。在生命的最後時光，他返回斯里蘭卡，居住在科特新議會附近的寺廟，直到去世。

### 學歷
羅睺羅就讀於錫蘭大學（現稱為佩拉德尼亚大学），獲得倫敦大學的榮譽學士學位，後來以撰寫有關斯里蘭卡佛教歷史的論文獲得哲學博士學位。隨後，他前往加爾各答大學學習印度哲學，並在索邦大學深造研究大乘佛教。1950年代末期，他在索邦大學完成了《佛陀的啟示》一書，這是一本廣泛閱讀且極具影響力的佛教入門著作，也是他最著名的作品。 
羅睺羅是第一位成為西方大學教授的佛教僧侶。當他擔任歷史和宗教文學教授時，美國還沒有上座部佛教寺廟。他後來成為名譽教授。羅睺羅還在美國的其他幾所大學擁有教職。他曾擔任斯沃斯莫爾學院的客座講師和加州大學洛杉磯分校的學院講座教授。他在1964年成為維迪約迪耶學院的副校長。他後來在鼓勵美國成立第一座上座部佛教寺廟方面發揮了重要作用，該寺廟就是位於華盛頓特區的Buddhist Vihara。
羅睺羅一生獲得了多個榮譽頭銜。其中最高的榮譽頭銜是「Tripitakavagisvaracarya」（佛教經典最高大師），於1965年由斯里蘭卡的僧伽會議（Sri Kalyapi Samagri Sangha-sabha）授予，並賦予「Sri」（尊貴）的稱號，這是斯里蘭卡僅有兩三位學者擁有的頭銜。他還獲得了緬甸頒發的「Aggamaha Panditha」頭銜。

## 著作
羅睺羅廣泛撰寫了關於上座部佛教的著作。除了他世界知名的著作《佛陀的啟示》，他還發表了大量關於佛教的論文。他所著的書籍包括《斯里蘭卡佛教史》、《比丘的傳承》、《禪與公牛的馴服》以及《Le Compendium de la Super Doctrine》（法文）。

## 參看
- 印度哲學
- 現代哲學
- 佛教